# Scheteligite
La scheteligite è un minerale probabilmente appartenente al gruppo della betafite ma occorrono ulteriori analisi per caratterizzarlo come specie pertanto è non è stato ratificato dall'IMA.